# Lustgården (film, 1961)
Lustgården är en svensk romantisk komedifilm från 1961 i regi av Alf Kjellin. Manusförfattaren Buntel Ericsson är en pseudonym för Ingmar Bergman och Erland Josephson tillsammans. I huvudrollerna ses Sickan Carlsson, Gunnar Björnstrand, Bibi Andersson och Per Myrberg.

## Handling
Servitrisen Fanny och bokhandlaren Astrid bor i kvarteret Lustgården i den lilla staden. De uppvaktas av två läroverkslärare. Den anonyma diktsamlingen "Hjärtats Hemligställen" stör idyllen.

## Om filmen
Filmen hade premiär annandag jul 1961 på biograf Röda Kvarn vid Biblioteksgatan i Stockholm och på Fanfaren i Farsta centrum. Lustgården har visats i SVT, bland annat 1970, 1977, 2020, 2022 och 2023.

## Rollista (i urval)
- Sickan Carlsson – Fanny, servitris på Stadshotellet
- Gunnar Björnstrand – David Samuel Franzén, adjunkt
- Bibi Andersson – Anna, Fannys dotter
- Per Myrberg – Emil, pastorsadjunkt
- Kristina Adolphson – Astrid Skog, innehavare av bokhandeln
- Stig Järrel – Ludvig Lundberg, lektor
- Hjördis Petterson – Ellen, Franzéns syster
- Gösta Cederlund – Liljedahl
- Torsten Winge – Wibom
- Lasse Krantz – källarmästare
- Fillie Lyckow – Berta, servitris på Stora hotellet
- Jan Tiselius – Ossian, skolpojke